# Ala Parthorum (Mauretania Caesariensis)
Die Ala Parthorum (deutsch Ala der Parther) war eine römische Auxiliareinheit. Sie ist durch ein Militärdiplom und mehrere Inschriften belegt. In einigen Inschriften wird sie als Ala I Augusta Parthorum bezeichnet.

## Namensbestandteile
- Ala: Die Ala war eine Reitereinheit der Auxiliartruppen in der römischen Armee.

- I: Die römische Zahl steht für die Ordnungszahl die erste (lateinisch prima). Daher wird der Name dieser Militäreinheit als Ala prima .. ausgesprochen.

- Augusta: die Augusteische. Die Ehrenbezeichnung bezieht sich auf Augustus.[2] Der Zusatz kommt in vier Inschriften[1] vor.

- Parthorum: der Parther. Die Soldaten der Ala wurden bei Aufstellung der Einheit aus dem Volk der Parther rekrutiert.

- Antoniniana: die Antoninianische. Der Zusatz kommt in zwei Inschriften[3] vor.

Da es keine Hinweise auf den Namenszusatz milliaria (1000 Mann) gibt, war die Einheit eine Ala quingenaria. Die Sollstärke der Ala lag bei 480 Mann, bestehend aus 16 Turmae mit jeweils 30 Reitern.

## Geschichte
Die Ala war in der Provinz Mauretania Caesariensis stationiert. Sie ist auf einem Militärdiplom für das Jahr 107 n. Chr. aufgeführt.
Der erste Nachweis der Einheit in Mauretania Caesariensis beruht auf einem Diplom, das auf 107 datiert ist. In dem Diplom wird die Ala als Teil der Truppen (siehe Römische Streitkräfte in Mauretania Caesariensis) aufgeführt, die in der Provinz stationiert waren.
Der letzte Nachweis der Einheit beruht auf einer Inschrift, die auf 355 datiert ist.

## Standorte
Standorte der Ala in Mauretania Caesariensis waren möglicherweise:
| - Altava (Ouled Mimoun): zwei Inschriften wurden hier gefunden. - Caesarea (Cherchell): drei Inschriften wurden hier gefunden. | - Pomaria (Tlemcen): eine Inschrift wurde hier gefunden. - Portus Magnus (Béthioua): eine Inschrift wurde hier gefunden. |

## Angehörige der Ala
Folgende Angehörige der Ala sind bekannt:

### Kommandeure
| - Anullius Geta, ein Präfekt (CIL 8, 9371) - Marcus Campanius Marcellus, ein Präfekt | - Publius Fulcinius Vergilius Marcellus, ein Präfekt |

### Sonstige
| - Aurelius Exoratus, ein Decurio (CIL 8, 21720); er war auch Praepositus der Cohors II Sardorum. - Aurelius (P)ro[xi]mus, ein Reiter (CIL 8, 9838) - [Cal]purni[anus], ein Reiter (CIL 8, 21779) - Iunius C[res]cens, ein Reiter (CIL 8, 21629) | - L(ucius) Domitius Felix, ein ehemaliger Decurio (CIL 8, 21064) - M(arcus) A(urelius) Abs[e]us, ein Veteran und ehemaliger Decurio (AE 1988, 1124) - M(arcus) Silicius Catus, ein Soldat (CIL 8, 21619) - Rufinus, ein Soldat (AE 1976, 746) |